# Andrena shoshoni
Andrena shoshoni är en biart som beskrevs av Ribble 1974. Andrena shoshoni ingår i släktet sandbin, och familjen grävbin. Inga underarter finns listade i Catalogue of Life.